# Лентулов Аристарх Васильович

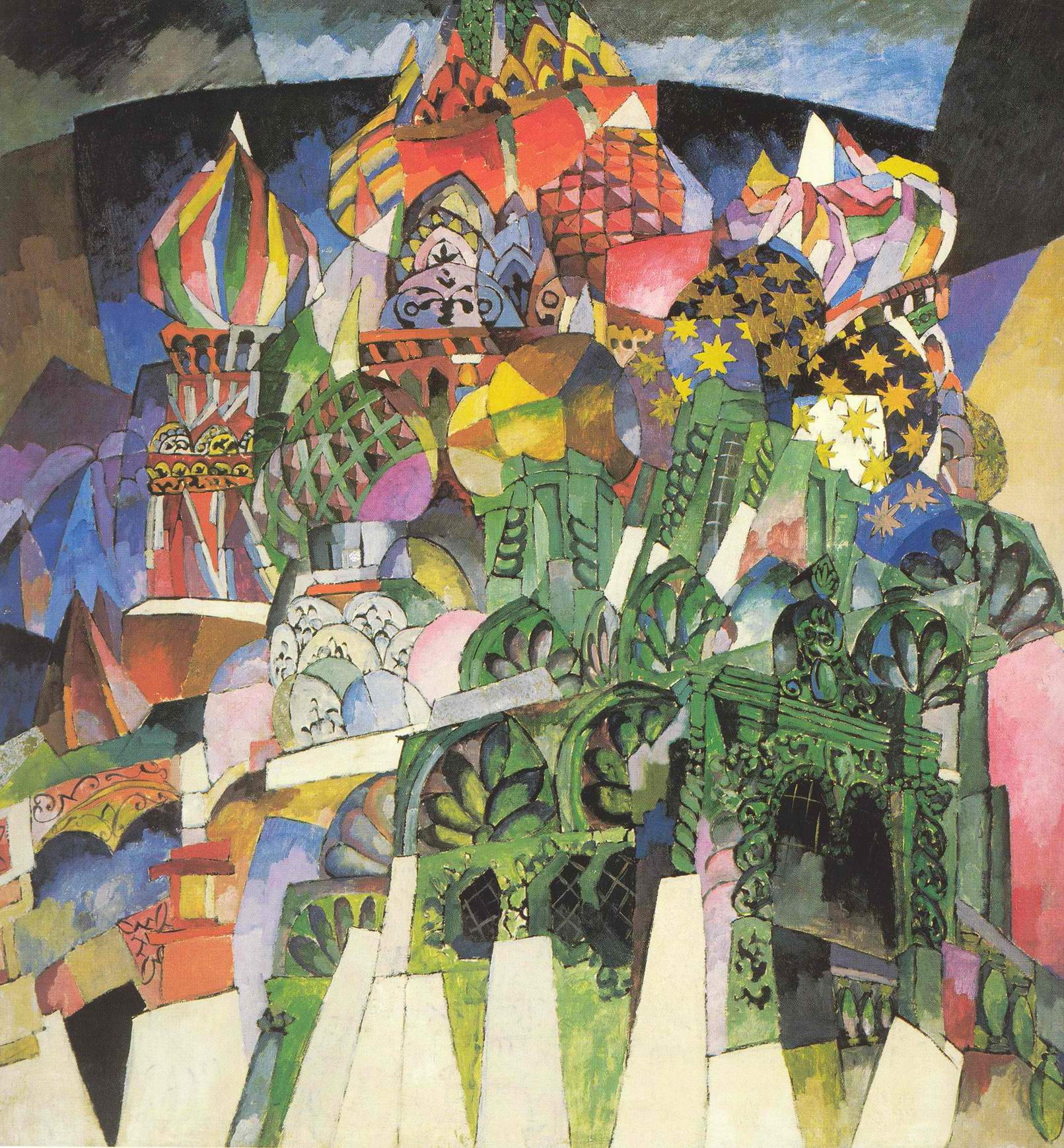
Василь Блаженний, 1913

Аристáрх Васи́льович Лентулов (16 січня 1882 — 15 квітня 1943) — російський і радянський художник. Один із зачинателів Російського авангарду.

## Біографія
Аристарх Лентулов народився 16 січня 1882 року в селі Чорна Пятина (на сайті Російського музею вказано: село Ворона) Нижньоломовського повіту Пензенської губернії (нині Пензенської області), в сім'ї сільського священика.
Освіта: Пензенське художнє училище у Н. Д. Селиверстова (1898—1900 і 1905); Київське художнє училище у М. К. Пимоненка (1900—1904); студія Д. Н. Кардовського в Петербурзі (1906—1907).

Самостійно працював і вчився в студіях у А. Ле Фоконьє, Ж. Метценже, у приватній академії Ла Палетт (Париж, 1911)
. Тоді ж працював у Італії.
Учасник багатьох авангардних виставок.
1910 −1916 роки — член-засновник об'єднання «Бубновий валет».
1926 −1927 роки — член Асоціації художників революційної Росії.
1928 −1932 роки — організатор і голова Спілки московських художників, куди увійшли багато учасників групи «Бубновий валет».
1925 року бере участь в Міжнародній виставці сучасних декоративних і промислових мистецтв в Парижі, на якій отримує диплом за декорації до спектаклю «Демон».
Викладає:
1919 року — професор Вхутемасу-Вхутеіну;
1919 року — співпрацює в Інституті художньої культури;
1937 — професор Московського художнього інституту імені В. І. Сурикова.
Впродовж усього життя А. Лентулов працює і як художник театру: оформляє спектаклі в Камерному театрі («Віндзорські насмішниці» Шекспіра, 1916), Великому театрі «Прометей» Скрябіна, 1919 тощо.
Помер 15 квітня 1943 року в Москві. Похований на Ваганьковському кладовищі.

## Сім'я
- Дружина: Рукіна Марія Петрівна
- Дочка: Лентулова Маріана Аристархівна, — мистецтвознавець, історик мистецтва, письменник.
- Син від першого шлюбу (з Наталією Апполонівною Ячницькою): Аполлон Аристархович (Володимирович) Ячницький, актор театру і кіно. Народився в Києві, виховувався в родині київського помічника присяжного повіреного Володимира Івановича Ячницького. Закінчив театральну студію при театрі російської драми в Києві. Працював в Київському театрі ім. Лесі Українки та Київському гастрольному бюро.
- Онук (по лінії дочки Маріани Аристархівни): Олександр Якович.
- Правнук (по лінії дочки Маріани Аристархівни): Лентулов Федір Олександрович — художник.

## Відомі учні
- Белютін Елій Михайлович
- Лабас Олександр Аркадійович
- Тутеволь Клавдія Олександрівна

## Роботи знаходяться в зібраннях
- Зібрання (колекція) образотворчого мистецтва Градобанку, Київ.
- Третьяковська галерея, Москва.
- Російський музей, Санкт-Петербург.
- Будинок-музей Максиміліана Волошина, Коктебель.
- Пензенська обласна картинна галерея імені К. А. Савицького, Пенза.
- Самарський обласний художній музей, Самара.
- Музей Людвіга, Кельн.
- Національна галерея (Прага)

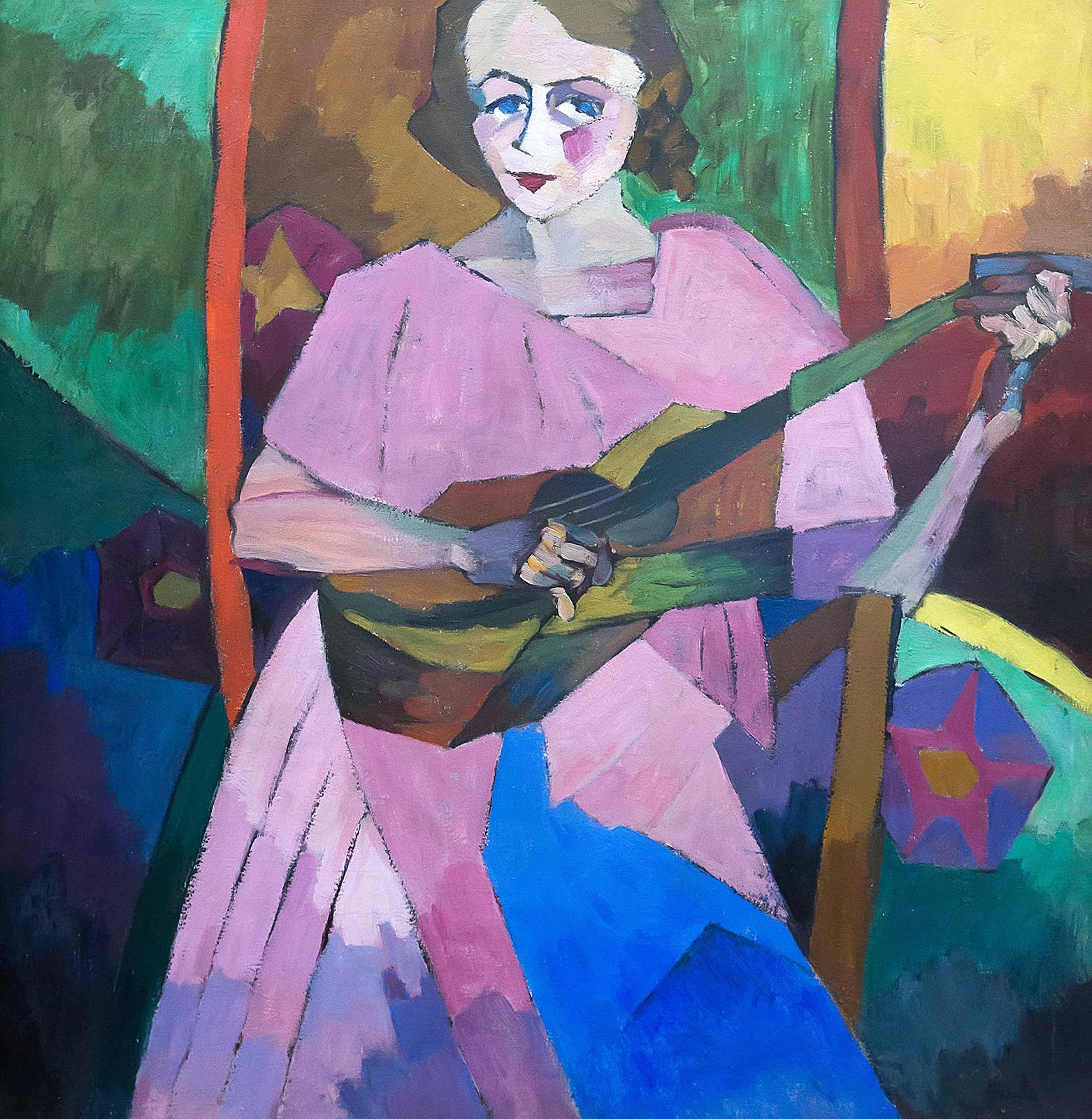
Жінка з гітарою (1913)
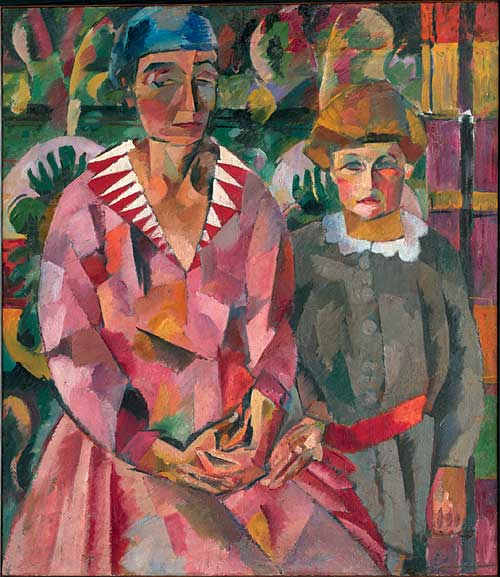
Портрет дружини та доньки
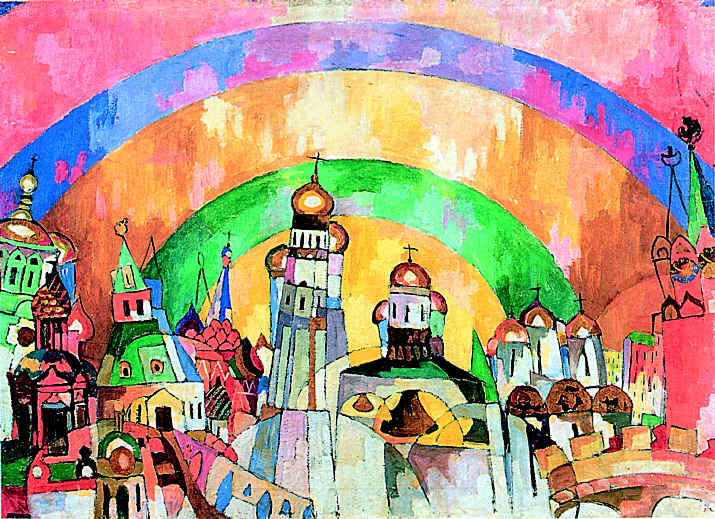
Небозвін
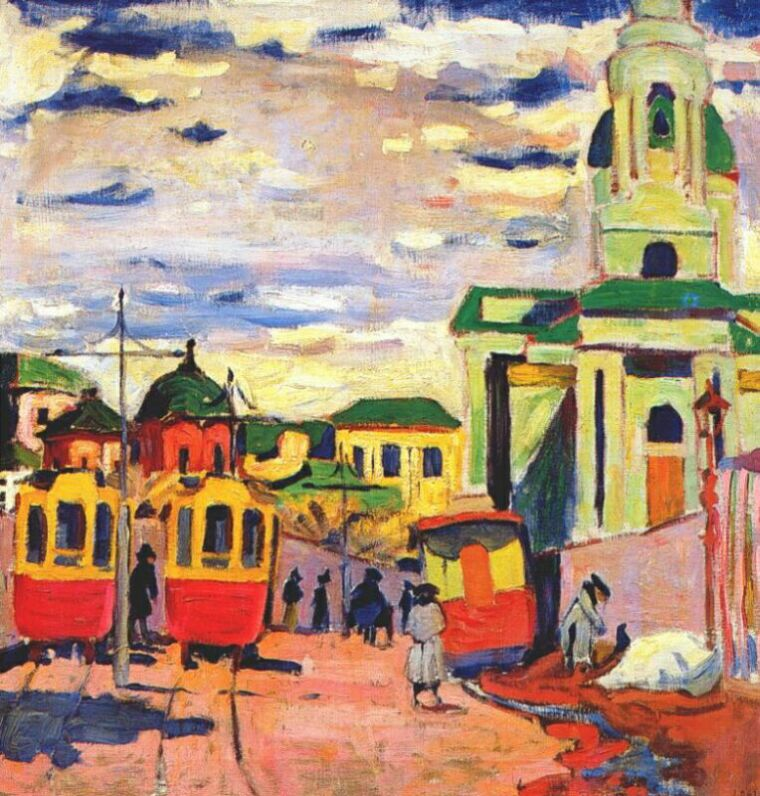
Вулиця Москви